# Keket
Keket, auch Kauket, ist eine altägyptische Göttin, die seit dem Alten Reich in den Pyramidentexten belegt ist. Mit ihrem Gemahl Kek wurde sie seit dem Neuen Reich als Urgöttin zu der Achtheit von Hermopolis gezählt. Von der 21. bis zur 24. Dynastie wird Keket als „Herrin des Westens“ bezeichnet. 

## Ikonografie
In der Saïtenzeit wird Keket als schlangenköpfige Göttin dargestellt; später auch mit zwei Messern oder einer Chepresch-Krone in den Händen haltend. In der griechisch-römischen Zeit kommen weitere Erscheinungsformen hinzu: Als schlangenköpfige Gottheit mit einer Sonnenscheibe auf dem Kopf. Daneben wird sie als menschengestaltige Göttin mit preisend erhobenen Armen oder mit dem Anch-Zeichen sowie einem Papyrus-Zepter in den Händen abgebildet. Außerdem ist Keket mit Katzenkopf oder als Pavian zu sehen, der mit erhobenen Armen an einer Sonnenbarke steht. 